# Ateuchus carcavalloi
Ateuchus carcavalloi là một loài bọ cánh cứng trong họ Bọ hung (Scarabaeidae).